# Pontiak Johanzon
Pontiak Johanzon, egentligen Nils Pontus Gunnar Yngve, ursprungligen Nils Pontus Johansson, född 2 april 1971 i Åby, Kvillinge församling, Östergötlands län, är en svensk musiker och låtskrivare. Han är känd för låtar som Gulliga Johanna (Bort från hela skiten) och 80-talet. Johanzon sjunger på Norrköpingsdialekt.

## Biografi
Pontiak Johanzon är son till ingenjören Nils Arne Johansson och Anita Yngve, omgift Trybom, och har i vuxen ålder antagit moderns flicknamn Yngve.
Johanzon träffade Mikael Popovic under en talangtävling i Norrköping i början av 1990-talet. 2004 återtog de kontakten och Popovic blev hans manager. Debutsingeln Sommaren är här släpptes samma år liksom den andra singeln 80-talet; de sålde stort och låg under en etta på Ginza-listan över mest sålda skivor. 2007 medverkade Johanzon i ett avsnitt av 100 Höjdare. 2010 släppte han sitt debutalbum Äntligen. 
Efter fem års uppehåll återupptog han sin musikproduktion och släppte 2015 tillsammans med ett nytt produktionsteam singeln Gubbiga Gubbsjuka Mediakåta Gubbar.  Kort därefter startade han en gräsrotskampanj för att finansiera det nya albumet. Målet var att få in 1 000 euro, vilket han lyckades med. I juni 2015 släppte Johanzon singeln Ciao Bella Italia och 24 juli 2015 singeln Jul I Juli. Studioalbumet Bäst Före kom 18 augusti 2015. 
Hans musikproduktion fortsatte 2018 med den nya singeln Turkiet, som kom i maj 2018. VM-låten Gul Blåa Sommaren släpptes därefter innefattande en dance-remix av låten. Det tredje studioalbumet Respekt kom vid midsommar 2018. Omslaget avbildar Johanzon stående på en kyrkogård med en dödskalle i handen. I augusti 2019 släppte han singeln Allas hjärta klappar för IFK Norrköping.

## Diskografi
EP
- 2021 - Halvtid till 100[5]

Album
- 2010 - Äntligen
- 2015 - Bäst Före
- 2018 - Respekt
- 2019 - Trots Åldern
- 2021 - Julkalender 1 till 12[6]
- 2023 - Vilken Jävla Cirkuz

Singlar
- 2007 - 80-talet
- 2007 - Sommaren är här
- 2010 - Norge Vettja
- 2015 - Gubbiga Gubbsjuka Mediakåta Gubbar
- 2015 - Ciao Bella Italia
- 2015 - Jul I Juli
- 2016 - Samhall
- 2018 - Turkiet med B-spåret: Död Grävarens Sång
- 2018 - Gul Blåa Sommaren, inkluderar en dance-remix
- 2018 - Valfläsk
- 2019 - Allas hjärta klappar för IFK Norrköping
- 2023 - 4 (TV4)

## TV-framträdanden
| År        | Datum            | TV-kanal, Biografer      | TV-program,Tv-serier och Tv/bio-filmer              |
| --------- | ---------------- | ------------------------ | --------------------------------------------------- |
| 2000      | 25 december 2000 | SVT                      | Herr von Hancken (statist)                          |
| 2006–2006 | 2006–2007        | TV4                      | Deal or No Deal (publik som ska vara med och tävla) |
| 2007      | 14 juni 2007     | Kanal Lokal Östergötland | Ej bekräftat                                        |
| 2007      | 9 april 2007     | Kanal 5                  | 100 höjdare                                         |
| 2010      | 7 maj 2010       | TV4                      | Talang 2010                                         |
| 2010      | 11 maj 2010      | TV3 Norge                | Nordens herligste                                   |
| 2010      | 18 okt 2010      | Kanal 5                  | Ullared                                             |
| 2013      | - 2013           | Kanal 5                  | Roast & Toast - 10 år med Filip och Fredrik         |
| 2015      | - 2015           | Lokal kanal Linköping    | 24corren                                            |
| 2015      | - 2015           | Lokal kanal Norrköping   | 24NT                                                |
| 2015      | 3 juni 2015      | Kanal 5                  | Breaking News med Filip och Fredrik                 |
| 2017      | 6 juni 2017      | Kanal 5                  | Ullared - jakten på storsäljaren                    |
| 2018      |                  | Kanal 5                  | Ullared                                             |
| 2020      |                  | Kanal 5                  | Ullared                                             |